# يوجينة دل بينو
يوجينة دل بينو (بالإسبانية: Eugenia María del Pino Veintimilla)‏ هي أحيائية كولومبية وإكوادورية، ولدت في 19 أبريل 1945 في كيتو في الإكوادور.